# 2008–2009-es magyar női kosárlabda-bajnokság
A 2008–2009-es magyar női kosárlabda-bajnokság a hetvenkettedik magyar női kosárlabda-bajnokság volt. Az A csoportban tizenkét csapat indult el, a csapatok két kört játszottak. Az alapszakasz után az 1-8. helyezettek play-off rendszerben játszottak a bajnoki címért, a 9-12. helyezettek pedig play-off rendszerben játszottak a kiesés elkerüléséért.

## Alapszakasz
| #   | Csapat                        | M  | Gy | V  | K+   | K-   | P  |
| --- | ----------------------------- | -- | -- | -- | ---- | ---- | -- |
| 1.  | MKB-Euroleasing Sopron        | 22 | 21 | 1  | 2054 | 1295 | 43 |
| 2.  | MiZo Pécs 2010                | 22 | 20 | 2  | 1928 | 1262 | 42 |
| 3.  | Szeviép-Szeged KE             | 22 | 18 | 4  | 1834 | 1415 | 40 |
| 4.  | BSE                           | 22 | 15 | 7  | 1703 | 1407 | 37 |
| 5.  | SEAT-Foton Győr               | 22 | 15 | 7  | 1679 | 1401 | 37 |
| 6.  | Zala Volán-Zalaegerszegi TE   | 22 | 11 | 11 | 1600 | 1540 | 33 |
| 7.  | Szolnoki NKK                  | 22 | 10 | 12 | 1624 | 1512 | 32 |
| 8.  | Vasas SC-Csata DSE            | 22 | 9  | 13 | 1458 | 1600 | 31 |
| 9.  | Atomerőmű-KSC Szekszárd       | 22 | 7  | 15 | 1573 | 1693 | 29 |
| 10. | BEAC-Újbuda                   | 22 | 4  | 18 | 1294 | 1669 | 26 |
| 11. | Ceglédi EKK                   | 22 | 2  | 20 | 1202 | 2043 | 24 |
| 12. | Savaria-Helios BC Szombathely | 22 | 0  | 22 | 1166 | 2278 | 22 |

* M: Mérkőzés Gy: Győzelem V: Vereség K+: Dobott kosár K-: Kapott kosár P: Pont

## Rájátszás

### 1–8. helyért
Negyeddöntő: MKB-Euroleasing Sopron–Vasas SC-Csata DSE 102–49, 82–48 és MiZo Pécs 2010–Szolnoki NKK 89–54, 65–49 és Szeviép-Szeged KE–Zala Volán-Zalaegerszegi TE 69–46, 64–68, 91–66 és BSE–SEAT-Foton Győr 57–68, 73–75
Elődöntő: MKB-Euroleasing Sopron–SEAT-Foton Győr 88–56, 76–54 és MiZo Pécs 2010–Szeviép-Szeged KE 84–56, 64–75, 65–77
Döntő: MKB-Euroleasing Sopron–Szeviép-Szeged KE 73–54, 63–66, 97–77, 76–71
3. helyért: MiZo Pécs 2010–SEAT-Foton Győr 59–51, 68–71, 83–70
5–8. helyért: BSE–Vasas SC-Csata DSE 78–60, 74–58 és Zala Volán-Zalaegerszegi TE–Szolnoki NKK 68–63, 45–59, 65–58
5. helyért: BSE–Zala Volán-Zalaegerszegi TE 65–68, 74–66, 75–55
7. helyért: Szolnoki NKK–Vasas SC-Csata DSE 78–43, 51–74, 58–39

### 9–12. helyért
9. helyért: Atomerőmű-KSC Szekszárd–BEAC-Újbuda 87–61, 68–63
11. helyért: Ceglédi EKK–Savaria-Helios BC Szombathely 89–54, 61–63, 72–60